# Liudmila Kolchanova
Liudmila Kolchanova (Rusia, 1 de octubre de 1979) es una atleta rusa, especialista en la prueba de salto de longitud, con la que ha logrado ser subcampeona mundial en 2007.

## Carrera deportiva
En el Campeonato Europeo de Atletismo de 2006 ganó la medalla de oro en salto de longitud, con un salto de 6.93 metros, por delante de la portuguesa Naide Gomes (plata) y la también rusa Oksana Udmurtova.
Al año siguiente, en el Mundial de Osaka 2007 gana la medalla de plata en salto de longitud, con una marca de 6.92 metros, quedando tras la rusa Tatyana Lebedeva y por delante de otra compatriota rusa Tatyana Kotova.